# Andrej Kogut
Andrej Kogut (* 9. April 1988 in Moskau, Sowjetunion) ist ein deutscher Handballspieler, der zumeist auf Rückraum Mitte eingesetzt wird.

## Karriere
Der 1,84 m große Rechtshänder kam im Alter von vier Jahren nach Deutschland. Bei der HG Remscheid begann er 1998 mit dem Handballspiel. Nach drei Jahren bei der TG Cronenberg wechselte er 2006 zur HSG Düsseldorf in die Handball-Bundesliga. In seiner ersten Saison warf er in 14 Spielen 25 Tore, musste am Ende aber in die 2. Handball-Bundesliga absteigen. Daraufhin schloss er sich dem Zweitligisten TV Korschenbroich an, kehrte jedoch nach einem Jahr zur HSG zurück. Mit den Düsseldorfern gelang ihm 2009 der Wiederaufstieg in die Bundesliga. Trotz seiner 99 Treffer in 33 Einsätzen stieg er am Saisonende erneut ab. Ab 2010 lief er für den Zweitligisten TSG Friesenheim auf, mit dem er 2014 in die erste Liga aufstieg. Am Ende der Spielzeit 2013/14 wurde er zum besten Zweitligaspieler der Saison gewählt.
Zur Saison 2015/16 wechselte er zum TBV Lemgo, wo er einen Zweijahresvertrag unterschrieb. Mit Lemgo gewann er den DHB-Pokal 2020. Zur Saison 2022/23 kehrte er nach Friesenheim zurück und wird auch im Trainerteam arbeiten.
Mit der Deutschen Junioren-Nationalmannschaft gewann Andrej Kogut 2009 die Junioren-Weltmeisterschaft und wurde als bester Spielmacher ins All-Star-Team gewählt.